# Штайнц-бай-Штраден
Штайнц-бай-Штраден (нем. Stainz bei Straden) — коммуна в Австрии, в федеральной земле Штирия. 
Входит в состав округа Фельдбах.  Население составляет 1005 человек (на 31 декабря 2005 года). Занимает площадь 13,68 км².

## Политическая ситуация
Бургомистр коммуны — Карл Ленц (АНП) по результатам выборов 2005 года.
Совет представителей коммуны (нем. Gemeinderat) состоит из 15 мест.
- АНП занимает 10 мест.
- АПС занимает 4 места.
- Партия LiSt занимает 1 место.